# لمور موشی کوتوله
 لمور موشی کوتوله (نام علمی: Microcebus myoxinus) نام یک گونه از سرده لمورهای موشی است.